# Amata phegea
La fegea (Amata phegea (Linnaeus, 1758)) è un lepidottero appartenente alla famiglia Erebidae, diffusa in Eurasia.

## Descrizione

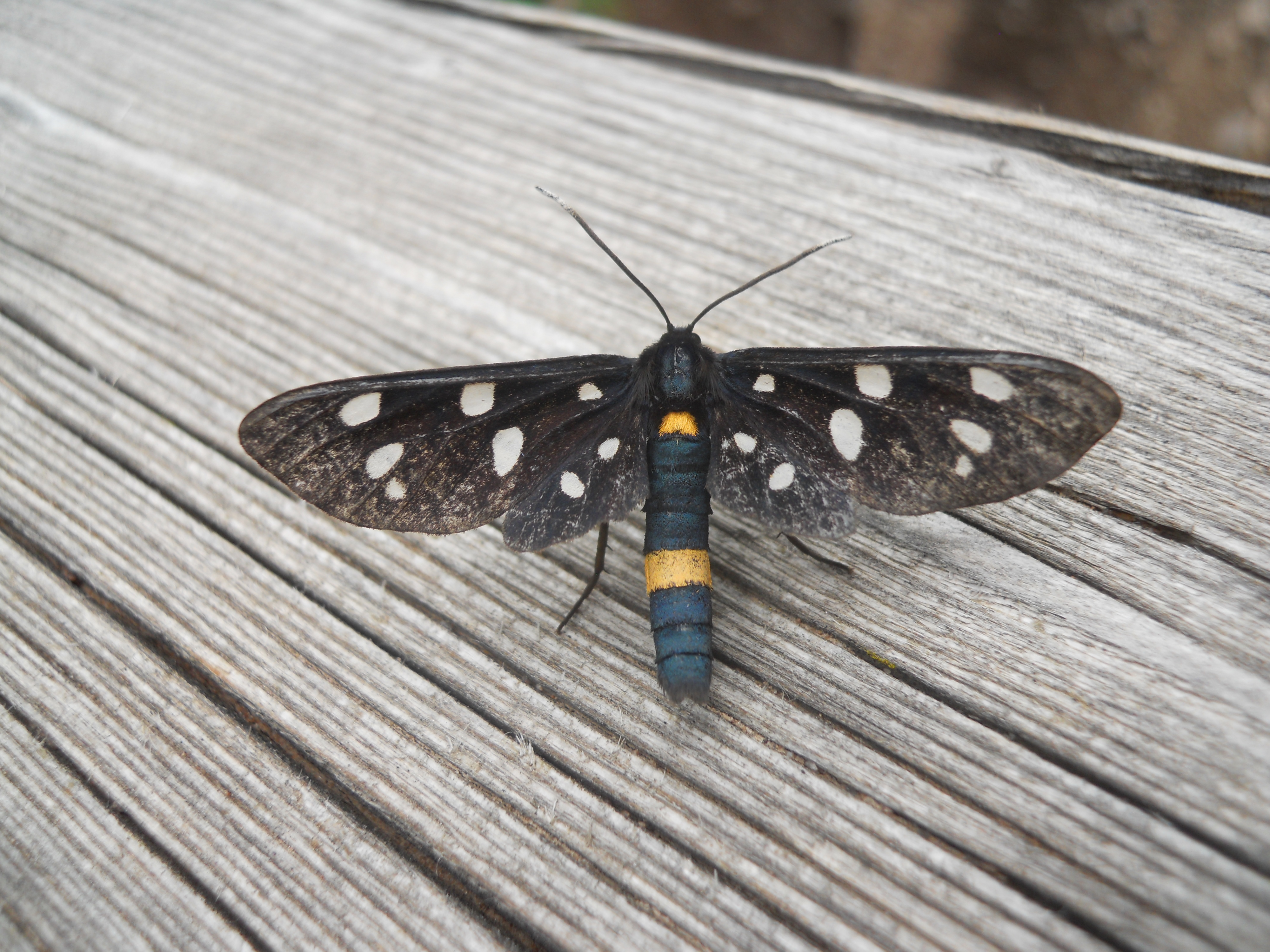
Adulto

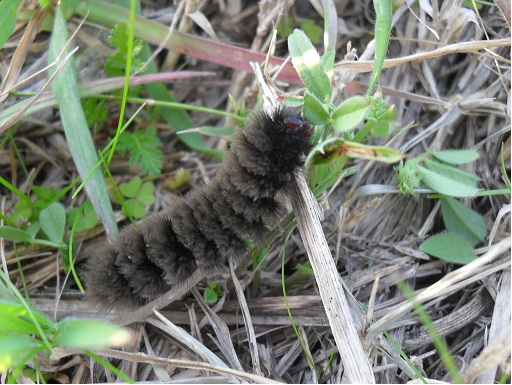
Bruco

### Adulto
Si caratterizza per una livrea nera dai riflessi blu metallici, punteggiata di bianco sulle ali; il corpo affusolato è invece cerchiato di anelli gialli. La fegea può raggiungere i 4 cm di apertura alare. Le antenne sono nere con le punte bianche.
Con Zygaena ephialtes, costituisce un esempio di mimetismo mülleriano ed aposematismo: entrambe le falene sono tossiche per i predatori e segnalano la loro inappetibilità tramite la loro colorazione sgargiante.
Matura lo stadio adulto in tarda primavera ed è pertanto osservabile soprattutto in estate.

### Larva
Il bruco è lungo circa 5 cm; appare di colore grigiastro con ciuffi di peli scuri disposti in maniera segmentale. Gli occhi sono notevolmente estroflessi e di colore rosso scuro.

## Distribuzione e habitat
La specie preferisce i climi secchi, spazi aperti con arbusti e alberi, boschi radi e pendii; è diffusa soprattutto in Europa meridionale, ma si rinviene anche nel nord della Germania e, verso est, in Anatolia e nel Caucaso. Vi sono inoltre delle popolazioni nelle riserve naturali "Leudal" e "De Meinweg" nel sud-est dei Paesi Bassi.

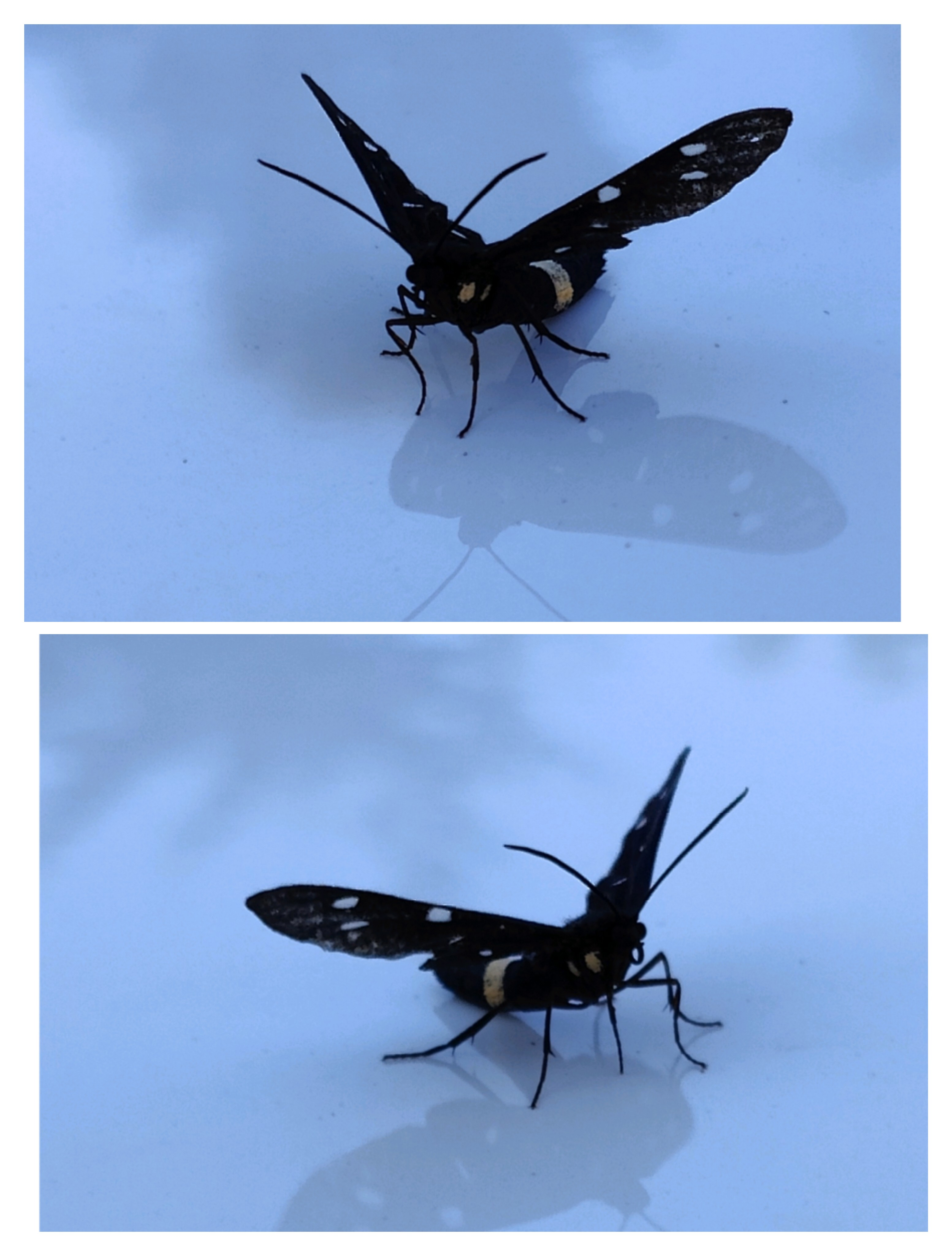
Amata phegea nell' entroterra della provincia di Savona